# Continental R-670
Der Continental R-670 (interne Bezeichnung W670) ist ein Siebenzylindersternmotor für Flugzeuge, der vom US-amerikanischen Hersteller Continental gebaut wurde. Er verfügt über einen Hubraum von elf Litern und ein Trockengewicht von 465 lb (211 kg). Die Leistung variiert von 210 PS (154 kW) bis 240 PS (177 kW) bei einer Drehzahl von 2200 min−1. Der Motor war der Nachfolger des ersten Sternmotors von Continental, dem Continental A-70. Er wurde in vielen Flugzeugen der 1930er und 1940er Jahre eingesetzt, zum Beispiel in der PT-17 Stearman des US-Militärs.
Neben der Verwendung in Flugzeugen wurde der R-670 auch in einigen Panzerwagen eingesetzt.

## Varianten
Daten aus: Jane’s All the World’s Aircraft 1938
W670-KVergaser, Kompression 5,4:1, 65 Oktan, Auspuff vorne, 225 PS (165 kW)
W670-LVergaser, Kompression 5,4:1, 73 Oktan, Auspuff hinten, 225 PS (165 kW)
W670-MVergaser, Kompression 6,1:1, 80 Oktan, Auspuff vorne, 240 PS (177 kW)
W670-NVergaser, Kompression 6,1:1, 80 Oktan, Auspuff hinten, 240 PS (177 kW)
W670-K1Einspritzer, Kompression 5,4:1, 73 Oktan, Auspuff vorne, 230 PS (169 kW)
W670-L1Einspritzer, Kompression 5,4:1, 73 Oktan, Auspuff hinten, 230 PS (169 kW)
W670-M1Einspritzer, Kompression 6,1:1, 80 Oktan, Auspuff vorne, 250 PS (184 kW)
W670-N1Einspritzer, Kompression 6,1:1, 80 Oktan, Auspuff hinten, 250 PS (184 kW)

## Verwendung

### Flugzeuge
- American Airmotive NA-75
- Boeing-Stearman Model 75 (PT-17, N2S)
- CallAir Model A
- Cessna 190
- Eagle Aircraft Eagle 220
- Fairchild PT-23
- Funk F-23
- G class blimp
- Grumman G-164 Ag Cat
- Kellett K-2A, K-4
- Morane-Saulnier MS.317
- Timm N2T Tutor
- Waco 240-A
- Waco Standard Cabin series (UEC, UIC, UKC, UKC-S, UKS, VKS)
- Waco Custom Cabin series (UOC, VQC)
- Waco A series (UBA, ULA)
- Waco F series (UBF, UMF, UPF)

### Panzerwagen
- T2 Combat Car
- T4 Combat Car
- M1 Combat Car
- M2 Light Tank
- M3 Stuart
- Landing Vehicle Tracked (LVT-2, -4; LVT(A)-1, -2, -4, -5)